# F1 World Championship Edition
F1 World Championship Edition is een computerspel uit 1995. Het computerspel is het vervolg op Formula One. Het werd ontwikkeld door Peakstar Software en uitgeven door Domark Software voor de Sega Mega Drive en de Commodore Amiga. Het spel bevat de teams en rijders uit 1994, zoals Benetton, Ferrari, Williams, Jordan, Lotus, Minardi, Tyrrell & McLaren. Er zijn zestien circuits waaronder die van Monaco.

## Ontvangst
| Beoordeeld door | Platform | Datum         | Score |
| --------------- | -------- | ------------- | ----- |
| CU Amiga        | Amiga    | juli 1995     | 80%   |
| Amiga Games     | Amiga    | mei 1995      | 76%   |
| Amiga Format    | Amiga    | juli 1995     | 76%   |
| Amiga Action    | Amiga    | augustus 1995 | 68%   |
| Amiga Joker     | Amiga    | mei 1995      | 65%   |
| The One Amiga   | Amiga    | juli 1995     | 58%   |